# Satan's Pilgrims
Satan's Pilgrims är ett amerikanskt surfrockband, bildat 1992 i Portland, Oregon. 
Bandet består av Dave Pilgrim (Dave Busacker; gitarr, keyboard), Bobby Pilgrim (Bobby McAnulty; gitarr), John Pilgrim (John Cox; basgitarr), Scott Pilgrim (Scott Fox; gitarr) och Ted Pilgrim (Ted Miller; trummor). 
På 2000-talet har Satan's Pilgrims mestadels gjort spelningar i Nordamerika. Vid liveframträdanden iklär sig medlemmarna ofta vampyrkåpor. Exempel på album Satan's Pilgrims har släppt är Soul Pilgrim och At Home with Satan's Pilgrims, båda från 1995. 
Bandnamnet är delvis hämtat från 1960-talsfilmen Satan's Sadists.

## Diskografi
Studioalbum
- 1995 – Soul Pilgrim
- 1995 – At Home with Satan's Pilgrims
- 1997 – Around the World with Satan's Pilgrims
- 1998 – Creature Feature
- 1999 – Satan's Pilgrims
- 1999 – Fifteen New Songs
- 2009 – Psychsploitation
- 2017 – Siniestro

EPs
- 1994 – Haunted House of Rock!
- 2019 – The Way In To Way Out?

Singlar
- 1996 – "Haunted House Party"
- 1996 – "The Rise And Fall Of Flingel Bunt" / "El Toro"
- 1997 – "Ichabob Crane"
- 1998 – "Ghoulash" / "Pilgrim's Workout"
- 2000 – "Duelin' Jags" / "Custom Shop"
- 2018 – "Taco Truck" / "Neahkahnie"
- 2018 – "Splashdown"
- 2021 – "The Dredger"

Samlingsalbum
- 2004 – Plymouth Rock: The Best of Satan's Pilgrims
- 2015 – Frankenstomp: Singles, Rarities & More 1993-2014